# Omar Bliadse
Omar Bliadse (georgisch ომარ ბლიაძე; * 31. März 1942 in Tiflis; † Dezember 2022) war ein sowjetischer Ringer georgischer Abstammung. Er war Europameister 1968 im griechisch-römischen Stil im Mittelgewicht.

## Werdegang
Omar Bliadse wuchs in Georgien auf und begann dort mit dem Ringen. Nach ersten größeren Erfolgen im nationalen Bereich wurde er zum großen zentralen Sportverein "Dynamo" Tiflis delegiert. Er entwickelte sich dort hervorragend und zählte am Mitte der 1960er Jahre zu den besten sowjetischen Ringern im griech.-röm. Stil im Mittelgewicht. Trotzdem war es für ihn nicht leicht,  sich in der UdSSR gegen seine enorm starken Konkurrenten wie Anatoli Kirow, Alexander Jurkewitsch, Anatoli Kolessow oder Walentin Olenik, die Liste könnte noch beliebig erweitert werden, durchzusetzen und zu einigen Starts bei internationalen Meisterschaften zu kommen.
1968 wurde er bei der Europameisterschaft in Västerås eingesetzt. Er zeigte dort, was in ihm steckt und wurde mit drei Siegen und einem taktisch klug herausgerungenen Unentschieden gegen Petar Krumow aus Bulgarien Europameister. Der nächste Start bei einer internationalen Meisterschaft war 1969 bei der Weltmeisterschaft in Mar del Plata. Da inzwischen eine Neueinteilung der Gewichtsklassen durchgeführt wurde, musste Omar viele Kilos abtrainieren, um wieder im Mittelgewicht starten zu können. Dies wirkte sich insofern für ihn negativ aus, dass er, geschwächt vom vielen Abtrainieren, diesmal gegen Petar Krumow nach Punkten verlor und "nur" Vize-Weltmeister wurde.
Nach dieser Europameisterschaft trat Omar Bliadse nur mehr im Halbschwergewicht (Klasse bis 90 kg Körpergewicht) an. In dieser Gewichtsklasse beherrschte aber sein Landsmann Waleri Resanzew das Ringergeschehen in der Sowjetunion und in der Welt. Als Resanzew 1972 wegen der Vorbereitung auf die Olympischen Spiele in München bei der Europameisterschaft in Kattowitz pausierte, wurde  wieder Omar Bliadse eingesetzt. Er lieferte dort wieder sehr gute Kämpfe und erreichte mit vier Siegen den 2. Platz.

### Internationale Erfolge
(WM = Weltmeisterschaft, EM = Europameisterschaft, GR = griech.-röm. Stil, Mi = Mittelgewicht, bis 1968 bis 87 kg, ab 1969 bis 82 kg Körpergewicht, Hs = Halbschwergewicht, bis 1968 bis 97 kg und ab 1969 bis 90 kg Körpergewicht)
- 1968, 1. Platz, EM in Västerås, GR, Mi, mit Siegen über Michel Bourgouin, Frankreich, Etienne Martinetti, Schweiz u. Yavus Selekman, Türkei u. einem Unentschieden gegen Petar Krumow, Bulgarien;
- 1969, 2. Platz, WM in Mar del Plata, GR, Mi, ömit Siegen über Larry Spean, USA, Milan Nenadić, Jugoslawien u. Matti Laakso, Finnland, einem Unentschieden gegen Jan Kårström, Schweden u. einer Niederlage gegen Petar Krumow;
- 1971, 2. Platz, Turnier in Klippan/Schweden, GR, Hs, hinter Stojan Nikolow, Bulgarien u. vor Nicolae Neguț, Rumänien u. Lothar Metz, DDR;
- 1972, 2. Platz, EM in Kattowitz, GR, Hs, mit Siegen über Jan Sebetovsky, CSSR, Herbert Lins, Österreich, Barend Kops, Niederlande, Nicolae Neguț u. Darko Nišavić, Jugoslawien u. einer Niederlage gegen Stojan Nikolow